# Marcus Claudius Marcellus I
Marcus Claudius Marcellus I (268-208 v.Chr.) was een Romeinse militair en politicus die vijf maal consul was en een van de succesvolste generaals van de Tweede Punische Oorlog was. Terwijl zijn collega Fabius Maximus een pleitbezorger van de uitputtingstactiek was, stond Marcellus bekend als voorstander van een offensieve tactiek. 
Livius gaf hem de bijnaam 'het Zwaard van Rome'.
Marcellus vervulde zijn eerste consulaat in 222 v.Chr., samen met Scipio Calvus (de oom van Scipio Africanus). Tijdens deze ambtstermijn voerde Marcellus een campagne tegen de Insubriërs, van wie hij eigenhandig de koning Viridomarus doodde. Dit leverde hem een spolia opima (letterlijk: rijke buit/trofeeën, refererend aan de wapens en bepantsering die de overwinnaar van de gedode tegenstander afnam) op, iets wat hem als enige in de Romeinse geschiedenis gelukt is (twee gevallen in de mythologie niet meegerekend).
Aan het begin van de Tweede Punische Oorlog vocht hij op Sicilië om vervolgens na de rampzalige slag bij Cannae de restanten van het Romeinse leger over te nemen en daarmee Nola en de rest van Campanië te beveiligen tegen Hannibal. 
Ten tijde van zijn derde consulaat in 214 v.Chr. belegerde hij het opstandige Syracuse, dat het twee jaar uithield tegen de Romeinen, mede dankzij de vernuftige uitvindingen van Archimedes. Deze wis- en natuurkundige werd bij de inname van de stad gedood door een Romeinse soldaat, overigens zeer tegen de zin van Marcellus. De plundering van deze Griekse kolonie zorgde ervoor dat veel beelden en andere voorwerpen uit Syracuse terechtkwamen in Rome, waardoor de invloed van de Hellenistische cultuur in Rome toenam. In dezelfde veldtocht tegen Syracuse verwoestte hij in de buurt de steden Leontini en Megara Hyblaea. 
Geheel Sicilië, dat wil zeggen iedere belangrijke familie op het eiland, werd cliënt van Marcus Claudius Marcellus.
In 210 v.Chr. nam hij de stad Salapia in, omdat deze naar Hannibal was overgelopen. Met Hannibal leverde hij een bittere maar onbesliste slag in het Zuid-Italiaanse Asculum (Basilicata), om daarna terug te trekken naar Venusia. In zijn vijfde en laatste consulaat (in 208 v.Chr.) voerde hij rond dezelfde plaats campagne. Tijdens een verkenning met zijn collega en zoon vond hij de dood in een vijandelijke hinderlaag.